# Jiří Novotný (architekt)
Jiří Novotný (29. dubna 1911 Praha – 24. prosince 2000 tamtéž) byl český architekt a urbanista.

## Život
Vystudoval Masarykovo reálné gymnázium v Křemencově ulici, kde maturoval v roce 1930. Absolvoval prázdninové cesty po Francii (1925) a Švýcarsku (1930). V mládí byl ovlivněn rodinnou atmosférou a společností rodičových přátel (Otto Gutfreund, Emil Filla, Ladislav Machoň, Karel Dvořák, Leopolda Dostalová). Po maturitě nastoupil na Vysoké škole architektury a pozemního stavitelství ČVUT. Poslední ročník studoval u prof. Antonína Mendla. V roce 1935 složil státní zkoušku. Poté vykonal vojenskou službu.
Ještě během studia v letech 1933–1935 pracoval spolu s Miroslavem Kouřilem a Josefem Rabanem jako scénograf a výtvarník v divadle D34-36 E. F. Buriana. Vytvořil zde scény k celkem dvanácti představením. Ve třicátých letech byl členem Levé fronty a přátelil se s dalšími levicovými architekty (skupina PAS – Karel Janů, Jiří Štursa, Jiří Voženílek).
V roce 1937 prošel stavební praxí v Praze a ve Vyšných Hágách. V letech 1939–1940 působil v Plánovací komisi pro hlavní město Prahu a okolí.
V roce 1941 se oženil s Alenou Gutfreundovou. Protože se jednalo o tzv. smíšené manželství, byl propuštěn z Plánovací komise a založil vlastní ateliér. V roce 1943 byl přijat do Spolku výtvarných umělců Mánes. Pro ilegální činnost byl vyšetřován gestapem. Účastnil se Pražského povstání.

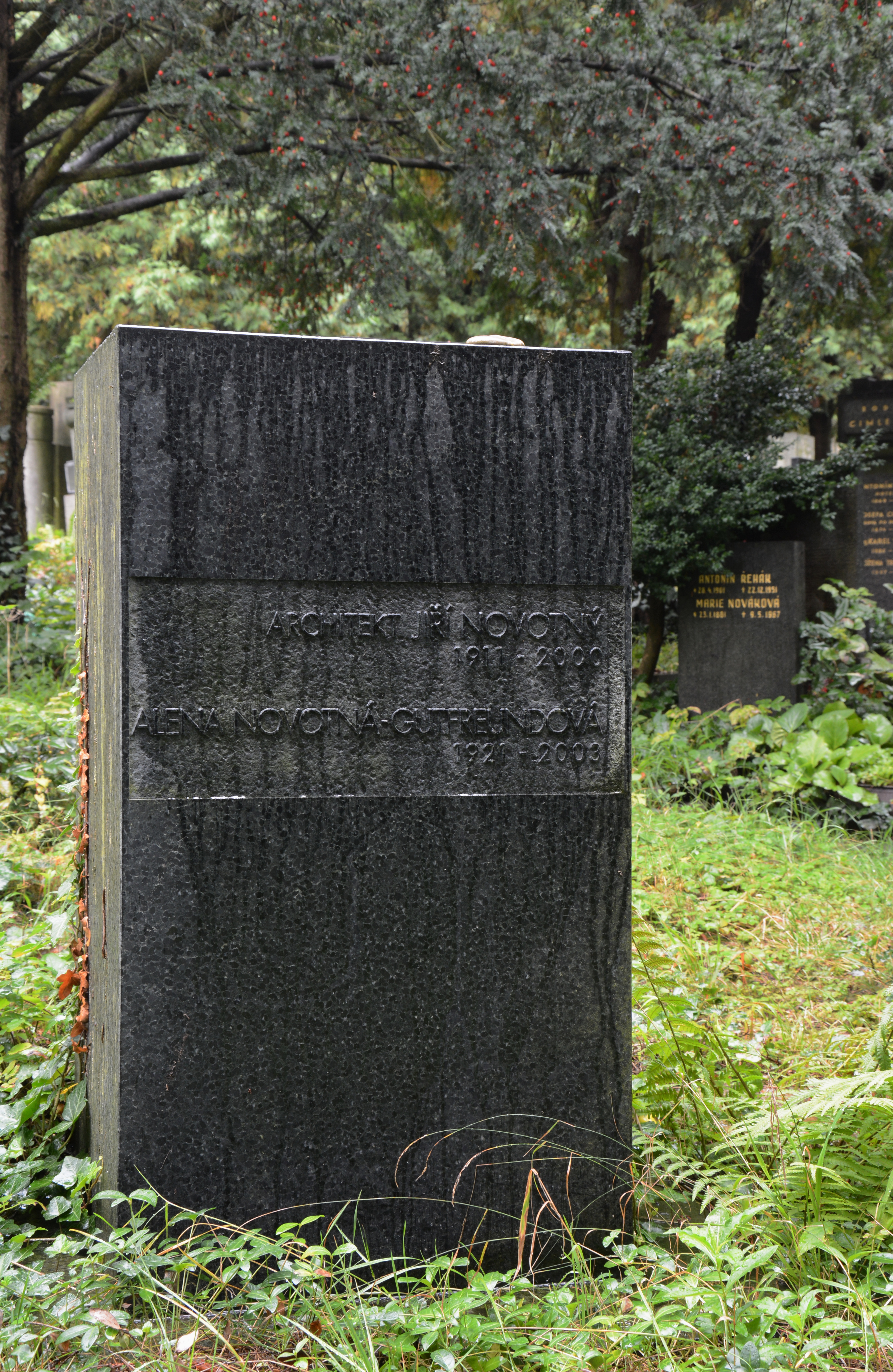
Hrob Jiřího Novotného a jeho ženy na Vinohradském hřbitově.

V roce 1945 vstoupil do Komunistické strany Československa. V roce 1949 přešel se svým ateliérem do podniku Stavoprojekt. V roce 1951 pak přešel do nově vzniklé Kanceláře pro územní plán Prahy, kde pracoval jako vedoucí architekt kanceláře pro územní plán Prahy (KÚP) a jako hlavní projektant Směrného územního plánu Prahy.
Byl členem vedení Svazu architektů a v letech 1953–1959 též delegátem svazu v Mezinárodní unii architektů (UIA); zúčastnil se kongresů v Lisabonu (1953 a 1959) Haagu (1955), Varšavě a ve Vídni (1956), Berlíně (1957), Paříži (1957, 1965), Moskvě (1957 a 1958), Stockholm a Göteborg (1960). Rovněž spolupracoval s otcem, Otakarem Novotným na soutěžním návrhu na dostavbu okolí Národního divadla. Dále byl členem řady komisí a porot architektonických soutěží.
V letech 1961–1970 byl náměstkem hlavního architekta města Prahy. V roce 1967 se významně podílel na přípravě a průběhu IX. kongresu UIA v Praze. V roce 1970 byl jako signatář prohlášení Dva tisíce slov vyloučen z KSČ a zbaven funkcí, nadále pracoval v ÚHA jako řadový projektant. V letech 1977–1981 pak pro ÚHA pracoval jako externí spolupracovník. Byl kandidátem profesury na stavební fakultě ČVUT a později na Škole architektury AVU. Z obou kandidatur z kádrových důvodů sešlo. V této době provedl příležitostné drobné zakázky, většinou pro přátele.
Po Sametové revoluci byl členem výboru Občanského fóra Architektů. Angažoval se v obnoveném Spolku výtvarných umělců Mánes. V letech 1990–1995 byl předsedou spolku a pak čestným starostou.

## Členství ve spolcích a organizacích
- Spolek výtvarných umělců Mánes. Členem byl v letech 1943 až 1949 a znovu po obnovení spolku až do své smrti.
- Levá fronta
- Svaz socialistických architektů
- 1945–1970 Komunistická strana Československa
- člen vedení Svazu architektů

## Dílo
Kompletní seznam děl je uveden v článku Seznam děl Jiřího Novotného.

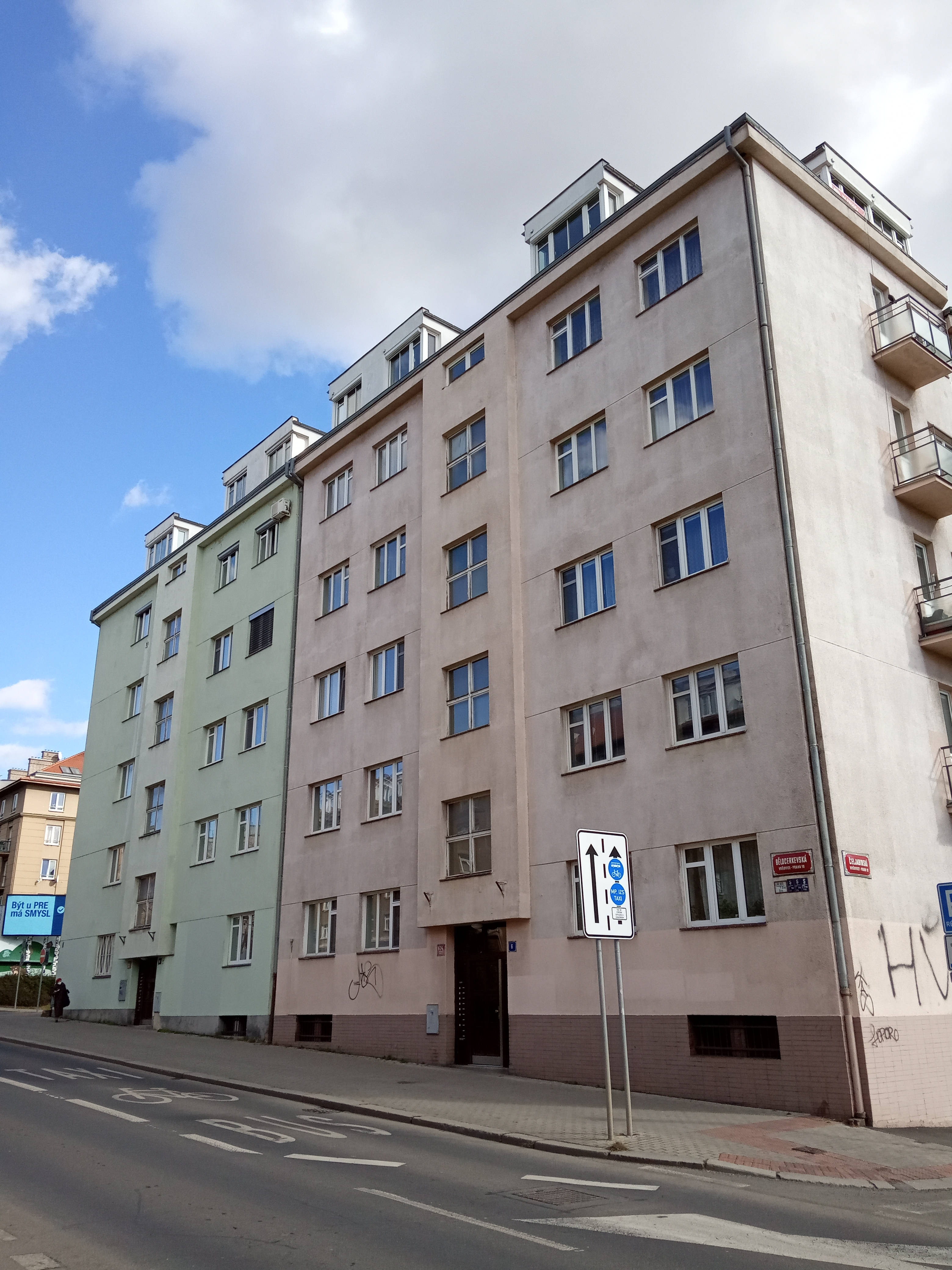
Obytné domy v Bělocerkevské ulici, Praha-Vršovice

### Urbanismus
- Směrný územní plán z roku (první verze 1951, druhá verze 1955)
- Směrný územní plán hlavního města Prahy z roku 1964
- Směrný územní plán hlavního města Prahy z roku 1976 (dokončen po nedobrovolném odchodu)
- 1960 sídliště Invalidovna, urbanistický koncept, s kolektivem
- 1962 sídliště Prosek, urbanistický koncept, s kolektivevm
- 1963 sídliště Ďáblice, urbanistický koncept, s kolektivem

### Nerealizované projekty
- 1935/1936–1938 Divadlo práce, s Miroslavem Kouřilem a Josefem Rabanem

### Scénografie
Spolu s Miroslavem Kouřilem a Josefem Rabanem vypracoval pro divadlo D 34 (až D 36), které vedl Emil František Burian, dvanáct scénografií:
- Molière: Lakomec
- Karel Nový: Chceme žít
- Friedrich Wolf: John D dobývá svět
- Emil František Burian: Vojna
- Karel Hynek Mácha: Máj
- Bertolt Brecht, Kurt Weill, Emil František Burian: Žebrácká opera
- Adolf Hoffmeister: Mládí ve hře
- Jaroslav Hašek: Švejk
- William Shakespeare: Kupec benátský
- Píseň písní
- Maxim Gorkij: Jegor Bulyčov
- Nikolaj Fjodorovič Pogodin: Aristokrati

Pro uvedená představení vypracovali též typografické plakáty.

## Ocenění díla
- 1958 Cena Hlavního města Prahy
- 1965 Vyznamenání Za zásluhy o výstavbu
- 1968 Udělen titul Zasloužilý umělec
- 1986 Zasloužilý pracovník Útvaru hlavního architekta (ÚHA)
- 1989 čestný člen Obce architektů
- 1995 čestný starosta SVU Mánes
- 1995 čestný člen Bloku architektů a výtvarníků, dříve Skupina 68

## Spisy
- Nové bydlení v Praze, Praha : Orbis, 1964
- Prahou posedlý, Praha : Karolinum, 2002, ISBN 80-246-0407-8 k vydání připravili Michal Novotný a Tomáš Novotný